# Lagochile acrana
Lagochile acrana är en skalbaggsart som beskrevs av Friedrich Ohaus 1926. 
Lagochile acrana ingår i släktet Lagochile och familjen Rutelidae. Inga underarter finns listade i Catalogue of Life.